# Missioni Cosmos 2001-2010
La lista comprende tutti i satelliti lanciati tra il 2001 e il 2010 che hanno ricevuto la denominazione Cosmos, con il relativo vettore. 

## 2001
| Designazione | Nome                        | NSSDC ID  | Data        | Lanciatore          | Funzione                                                         |
| ------------ | --------------------------- | --------- | ----------- | ------------------- | ---------------------------------------------------------------- |
| Cosmos 2377  | Yantar-4K2                  | 2001-022A | 29 maggio   | Soyuz-U 11A511U     | satellite da ricognizione                                        |
| Cosmos 2378  | Parus                       | 2001-023A | 8 giugno    | Kosmos-3M 11K65M    | navigazione satellitare e telecomunicazioni satellitari militare |
| Cosmos 2379  | US-K                        | 2001-037A | 24 agosto   | Proton-K/DM-2 8K72K | Missile early warning                                            |
| Cosmos 2380  | GLONASS                     | 2001-053C | 1 dicembre  | Proton-K/DM-2 8K72K | Sistema satellitare globale di navigazione                       |
| Cosmos 2381  | GLONASS                     | 2001-053B | 1 dicembre  | Proton-K/DM-2 8K72K | Sistema satellitare globale di navigazione                       |
| Cosmos 2382  | GLONASS seconda generazione | 2001-053A | 1 dicembre  | Proton-K/DM-2 8K72K | Sistema satellitare globale di navigazione                       |
| Cosmos 2383  | US-PU                       | 2001-057A | 21 dicembre | Tsyklon-2 11K69     | satellite da ricognizione radar                                  |
| Cosmos 2384  | Strela-3                    | 2001-058A | 28 dicembre | Tsyklon-3 11K68     | satellite per telecomunicazioni militare                         |
| Cosmos 2385  | Strela-3                    | 2001-058B | 28 dicembre | Tsyklon-3 11K68     | satellite per telecomunicazioni militare                         |
| Cosmos 2386  | Strela-3                    | 2001-058C | 28 dicembre | Tsyklon-3 11K68     | satellite per telecomunicazioni militare                         |

## 2002
| Designazione | Nome       | NSSDC ID  | Data        | Lanciatore           | Funzione                                                         |
| ------------ | ---------- | --------- | ----------- | -------------------- | ---------------------------------------------------------------- |
| Cosmos 2387  | Yantar-4K2 | 2002-008A | 25 febbraio | Soyuz-U 11A511U      | satellite da ricognizione                                        |
| Cosmos 2388  | US-K       | 2002-017A | 1 aprile    | Molniya-M/2BL 8K78M  | Missile early warning                                            |
| Cosmos 2389  | Parus      | 2002-026A | 28 maggio   | Kosmos-3M 11K65M     | navigazione satellitare e telecomunicazioni satellitari militare |
| Cosmos 2390  | Strela-3   | 2002-036A | 8 luglio    | Kosmos-3M 11K65M     | satellite per telecomunicazioni militare                         |
| Cosmos 2391  | Strela-3   | 2002-036B | 8 luglio    | Kosmos-3M 11K65M     | satellite per telecomunicazioni militare                         |
| Cosmos 2392  | Arkon-1    | 2002-037A | 25 luglio   | Proton-K/DM-5 8K72K  | satellite da ricognizione                                        |
| Cosmos 2393  | US-K       | 2002-059A | 24 dicembre | Molniya-M/2BL 8K78M  | Missile early warning                                            |
| Cosmos 2394  | GLONASS    | 2002-060A | 25 dicembre | Proton-K/DM-2M 8K72K | Sistema satellitare globale di navigazione                       |
| Cosmos 2395  | GLONASS    | 2002-060C | 25 dicembre | Proton-K/DM-2M 8K72K | Sistema satellitare globale di navigazione                       |
| Cosmos 2396  | GLONASS    | 2002-060B | 25 dicembre | Proton-K/DM-2M 8K72K | Sistema satellitare globale di navigazione                       |

## 2003
| Designazione | Nome                        | NSSDC ID  | Data        | Lanciatore            | Funzione                                                         |
| ------------ | --------------------------- | --------- | ----------- | --------------------- | ---------------------------------------------------------------- |
| Cosmos 2397  | US-KMO                      | 2003-015A | 24 aprile   | Proton-K/DM-2 8K72K   | Missile early warning                                            |
| Cosmos 2398  | Parus                       | 2003-023A | 4 giugno    | Kosmos-3M 11K65M      | navigazione satellitare e telecomunicazioni satellitari militare |
| Cosmos 2399  | Orlets-1                    | 2003-035A | 12 agosto   | Soyuz-U 11A511U       | satellite da ricognizione                                        |
| Cosmos 2400  | Strela-3                    | 2003-037A | 19 agosto   | Kosmos-3M 11K65M      | satellite per telecomunicazioni militare                         |
| Cosmos 2401  | Strela-3                    | 2003-037B | 19 agosto   | Kosmos-3M 11K65M      | satellite per telecomunicazioni militare                         |
| Cosmos 2402  | GLONASS                     | 2003-056B | 10 dicembre | Proton-K/Briz-M 8K72K | Sistema satellitare globale di navigazione                       |
| Cosmos 2403  | GLONASS                     | 2003-056C | 10 dicembre | Proton-K/Briz-M 8K72K | Sistema satellitare globale di navigazione                       |
| Cosmos 2404  | GLONASS seconda generazione | 2003-056A | 10 dicembre | Proton-K/Briz-M 8K72K | Sistema satellitare globale di navigazione                       |

## 2004
| Designazione | Nome                        | NSSDC ID  | Data         | Lanciatore          | Funzione                                                         |
| ------------ | --------------------------- | --------- | ------------ | ------------------- | ---------------------------------------------------------------- |
| Cosmos 2405  | US-PU                       | 2004-020A | 28 maggio    | Tsyklon-2 11K69     | satellite da ricognizione radar                                  |
| Cosmos 2406  | Tselina-2                   | 2004-021A | 10 giugno    | Zenit-2 11K77       | satellite militare ELINT                                         |
| Cosmos 2407  | Parus                       | 2004-028A | 22 luglio    | Kosmos-3M 11K65M    | navigazione satellitare e telecomunicazioni satellitari militare |
| Cosmos 2408  | Strela-3                    | 2004-037A | 23 settembre | Kosmos-3M 11K65M    | satellite per telecomunicazioni militare                         |
| Cosmos 2409  | Strela-3                    | 2004-037B | 23 settembre | Kosmos-3M 11K65M    | satellite per telecomunicazioni militare                         |
| Cosmos 2410  | Yantar-4K2M                 | 2004-038A | 24 settembre | Soyuz-U 11A511U     | satellite da ricognizione                                        |
| Cosmos 2411  | GLONASS                     | 2004-053B | 26 dicembre  | Proton-K/DM-2 8K72K | Sistema satellitare globale di navigazione                       |
| Cosmos 2412  | GLONASS                     | 2004-053C | 26 dicembre  | Proton-K/DM-2 8K72K | Sistema satellitare globale di navigazione                       |
| Cosmos 2413  | GLONASS seconda generazione | 2004-053A | 26 dicembre  | Proton-K/DM-2 8K72K | Sistema satellitare globale di navigazione                       |

## 2005
| Designazione | Nome                        | NSSDC ID  | Data        | Lanciatore          | Funzione                                                         |
| ------------ | --------------------------- | --------- | ----------- | ------------------- | ---------------------------------------------------------------- |
| Cosmos 2414  | Parus                       | 2005-002A | 20 gennaio  | Kosmos-3M 11K65M    | navigazione satellitare e telecomunicazioni satellitari militare |
| Cosmos 2415  | Yantar-1KFT                 | 2005-034A | 2 settembre | Soyuz-U 11A511U     | satellite da ricognizione                                        |
| Cosmos 2416  | Rodnik                      | 2005-048A | 21 dicembre | Kosmos-3M 11K65M    | satellite per telecomunicazioni militare                         |
| Cosmos 2417  | GLONASS seconda generazione | 2005-050C | 25 dicembre | Proton-K/DM-2 8K72K | Sistema satellitare globale di navigazione                       |
| Cosmos 2418  | GLONASS seconda generazione | 2005-050B | 25 dicembre | Proton-K/DM-2 8K72K | Sistema satellitare globale di navigazione                       |
| Cosmos 2419  | GLONASS                     | 2005-050A | 25 dicembre | Proton-K/DM-2 8K72K | Sistema satellitare globale di navigazione                       |

## 2006
| Designazione | Nome                        | NSSDC ID  | Data         | Lanciatore          | Funzione                                   |
| ------------ | --------------------------- | --------- | ------------ | ------------------- | ------------------------------------------ |
| Cosmos 2420  | Yantar-4K2M                 | 2006-017A | 3 maggio     | Soyuz-U 11A511U     | satellite da ricognizione                  |
| Cosmos 2421  | US-PU                       | 2006-026A | 25 giugno    | Tsyklon-2 11K69     | satellite da ricognizione radar            |
| Cosmos 2422  | US-K                        | 2006-030A | 21 luglio    | Molniya-M/2BL 8K78M | Missile early warning                      |
| Cosmos 2423  | Orlets-1                    | 2006-039A | 14 settembre | Soyuz-U 11A511U     | satellite da ricognizione                  |
| Cosmos 2424  | GLONASS seconda generazione | 2006-062C | 25 dicembre  | Proton-K/DM-2 8K72K | Sistema satellitare globale di navigazione |
| Cosmos 2425  | GLONASS seconda generazione | 2006-062A | 25 dicembre  | Proton-K/DM-2 8K72K | Sistema satellitare globale di navigazione |
| Cosmos 2426  | GLONASS seconda generazione | 2006-062B | 25 dicembre  | Proton-K/DM-2 8K72K | Sistema satellitare globale di navigazione |

## 2007
| Designazione | Nome                        | NSSDC ID  | Data         | Lanciatore          | Funzione                                                         |
| ------------ | --------------------------- | --------- | ------------ | ------------------- | ---------------------------------------------------------------- |
| Cosmos 2427  | Yantar-4K2M                 | 2007-022A | 7 luglio     | Soyuz-U 11A511U     | satellite da ricognizione                                        |
| Cosmos 2428  | Tselina-2                   | 2007-029A | 29 luglio    | Zenit-2M 11K77M     | satellite militare ELINT                                         |
| Cosmos 2429  | Parus                       | 2007-038A | 11 settembre | Kosmos-3M 11K65M    | navigazione satellitare e telecomunicazioni satellitari militare |
| Cosmos 2430  | US-K                        |           | 23 ottobre   | Molniya-M/2BL 8K78M | Missile early warning                                            |
| Cosmos 2431  | GLONASS seconda generazione | 2007-052C | 26 ottobre   | Proton-K/DM-2 8K72K | Sistema satellitare globale di navigazione                       |
| Cosmos 2432  | GLONASS seconda generazione | 2007-052B | 26 ottobre   | Proton-K/DM-2 8K72K | Sistema satellitare globale di navigazione                       |
| Cosmos 2433  | GLONASS seconda generazione | 2007-052A | 26 ottobre   | Proton-K/DM-2 8K72K | Sistema satellitare globale di navigazione                       |
| Cosmos 2434  | GLONASS seconda generazione | 2007-065A | 25 dicembre  | Proton-M/DM-2 8K72M | Sistema satellitare globale di navigazione                       |
| Cosmos 2435  | GLONASS seconda generazione | 2007-065B | 25 dicembre  | Proton-M/DM-2 8K72M | Sistema satellitare globale di navigazione                       |
| Cosmos 2436  | GLONASS seconda generazione | 2007-065C | 25 dicembre  | Proton-M/DM-2 8K72M | Sistema satellitare globale di navigazione                       |

## 2008
| Designazione | Nome                        | NSSDC ID  | Data         | Lanciatore          | Funzione                                   |
| ------------ | --------------------------- | --------- | ------------ | ------------------- | ------------------------------------------ |
| Cosmos 2437  | Rodnik                      | 2008-025B | 23 maggio    | Rokot/Briz-KM 11A05 | satellite per telecomunicazioni militare   |
| Cosmos 2438  | Rodnik                      | 2008-025C | 23 maggio    | Rokot/Briz-KM 11A05 | satellite per telecomunicazioni militare   |
| Cosmos 2439  | Rodnik                      | 2008-025D | 23 maggio    | Rokot/Briz-KM 11A05 | satellite per telecomunicazioni militare   |
| Cosmos 2440  | US-KMO                      | 2008-033A | 26 giugno    | Proton-K/DM-3 8K72K | Missile early warning                      |
| Cosmos 2441  | Persona                     | 2008-037A | 26 luglio    | Soyuz-2-1b 11A14B   | satellite da ricognizione                  |
| Cosmos 2442  | GLONASS seconda generazione | 2008-046A | 25 settembre | Proton-M/DM-2 8K72M | Sistema satellitare globale di navigazione |
| Cosmos 2443  | GLONASS seconda generazione | 2008-046B | 25 settembre | Proton-M/DM-2 8K72M | Sistema satellitare globale di navigazione |
| Cosmos 2444  | GLONASS seconda generazione | 2008-046C | 25 settembre | Proton-M/DM-2 8K72M | Sistema satellitare globale di navigazione |
| Cosmos 2445  | Yantar-4K2M                 | 2008-058A | 14 novembre  | Soyuz-U 11A511U     | satellite da ricognizione                  |
| Cosmos 2446  | US-K                        | 2008-062A | 2 dicembre   | Molniya-M 8K78M     | Missile early warning                      |
| Cosmos 2447  | GLONASS seconda generazione | 2008-067A | 25 dicembre  | Proton-M/DM-2 8K72M | Sistema satellitare globale di navigazione |
| Cosmos 2448  | GLONASS seconda generazione | 2008-067C | 25 dicembre  | Proton-M/DM-2 8K72M | Sistema satellitare globale di navigazione |
| Cosmos 2449  | GLONASS seconda generazione | 2008-067B | 25 dicembre  | Proton-M/DM-2 8K72M | Sistema satellitare globale di navigazione |

## 2009
| Designazione | Nome                        | NSSDC ID  | Data        | Lanciatore          | Funzione                                                         |
| ------------ | --------------------------- | --------- | ----------- | ------------------- | ---------------------------------------------------------------- |
| Cosmos 2450  | Yantar-4K2M                 | 2009-022A | 29 aprile   | Soyuz-U 11A511U     | satellite da ricognizione                                        |
| Cosmos 2451  | Rodnik                      | 2009-036A | 6 luglio    | Rokot/Briz-KM 11A05 | satellite per telecomunicazioni militare                         |
| Cosmos 2452  | Rodnik                      | 2009-036B | 6 luglio    | Rokot/Briz-KM 11A05 | satellite per telecomunicazioni militare                         |
| Cosmos 2453  | Rodnik                      | 2009-036C | 6 luglio    | Rokot/Briz-KM 11A05 | satellite per telecomunicazioni militare                         |
| Cosmos 2454  | Parus                       | 2009-039A | 21 luglio   | Kosmos-3M 11K65M    | navigazione satellitare e telecomunicazioni satellitari militare |
| Cosmos 2455  | Lotos-S No.801              | 2009-063A | 20 novembre | Soyuz-U 11A511U     | satellite militare ELINT                                         |
| Cosmos 2456  | GLONASS seconda generazione | 2009-070A | 14 dicembre | Proton-M/DM-2 8K72M | Sistema satellitare globale di navigazione                       |
| Cosmos 2457  | GLONASS seconda generazione | 2009-070B | 14 dicembre | Proton-M/DM-2 8K72M | Sistema satellitare globale di navigazione                       |
| Cosmos 2458  | GLONASS seconda generazione | 2009-070C | 14 dicembre | Proton-M/DM-2 8K72M | Sistema satellitare globale di navigazione                       |

## 2010
| Designazione | Nome                        | NSSDC ID  | Data         | Lanciatore          | Funzione                                                         |
| ------------ | --------------------------- | --------- | ------------ | ------------------- | ---------------------------------------------------------------- |
| Cosmos 2459  | GLONASS seconda generazione | 2010-007A | 1 marzo      | Proton-M/DM-2 8K72M | Sistema satellitare globale di navigazione                       |
| Cosmos 2460  | GLONASS seconda generazione | 2010-007C | 1 marzo      | Proton-M/DM-2 8K72M | Sistema satellitare globale di navigazione                       |
| Cosmos 2461  | GLONASS seconda generazione | 2010-007B | 1 marzo      | Proton-M/DM-2 8K72M | Sistema satellitare globale di navigazione                       |
| Cosmos 2462  | Yantar-4K2M                 | 2010-014A | 16 aprile    | Soyuz-U 11A511U     | satellite da ricognizione                                        |
| Cosmos 2463  | Parus                       | 2010-017A | 27 aprile    | Kosmos-3M 11K65M    | navigazione satellitare e telecomunicazioni satellitari militare |
| Cosmos 2464  | GLONASS seconda generazione | 2010-041C | 2 settembre  | Proton-M/DM-2 8K72M | Sistema satellitare globale di navigazione                       |
| Cosmos 2465  | GLONASS seconda generazione | 2010-041B | 2 settembre  | Proton-M/DM-2 8K72M | Sistema satellitare globale di navigazione                       |
| Cosmos 2466  | GLONASS seconda generazione | 2010-041A | 2 settembre  | Proton-M/DM-2 8K72M | Sistema satellitare globale di navigazione                       |
| Cosmos 2467  | Rodnik                      | 2010-043A | 8 settembre  | Rokot/Briz-KM 11A05 | satellite per telecomunicazioni militare                         |
| Cosmos 2468  | Rodnik                      | 2010-043C | 8 settembre  | Rokot/Briz-KM 11A05 | satellite per telecomunicazioni militare                         |
| Cosmos 2469  | US-K                        | 2010-049A | 30 settembre | Molniya-M/2BL 8K78M | Missile early warning                                            |